# Narsaq
Narsaq är en tätort i Kujalleqs kommun på Grönland. Innan kommunreformen 2009 utgjorde den en egen kommun belägen i amtet Kitaa. Befolkningen har minskat kraftigt sedan 2005 och byn hyser nu endast 1346 personer (2020). Klimatet i Narsaq är tundraklimat med cirka –12 °C under vintern och upp till +13 °C på sommaren. Till den tidigare kommunen Narsaq hörde byarna Qassiarsuk (40 invånare), Igaliku (40 invånare) och Narsarsuaq (149 invånare).